# Gyula Pekár

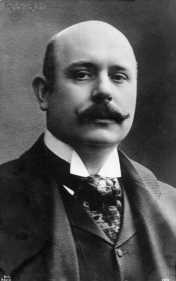
Gyula Pekár, 1915

Gyula Pekár, seit 1899 Pekár von Rozsnyó (* 8. November 1867 in Debrecen; † 19. August 1937 in Budapest) war ein ungarischer Schriftsteller, Politiker und Minister.

## Leben
Pekár studierte zunächst in Budapest, Wien und Paris Jura und wurde Richter. Bald gab er dieses Amt jedoch auf und wurde Schriftsteller. König Franz Joseph I. adelte seinen Vater Imre und seine Nachkommen 1899 mit dem Namenszusatz von Rozsnyó. 1901 wurde er Mitglied der Kisfaludy-Gesellschaft, und im selben Jahr als Mitglied der Liberalen Partei Reichstagsabgeordneter für den Wahlkreis Somlóvásárhely im Komitat Veszprém. Bei den nachfolgenden Wahlen errang er einen Sitz im Reichstag für den Wahlkreis Técső im Komitat Máramaros. Nach Zerfall Österreich-Ungarns und dem Ende der Ungarischen Räterepublik war Pekár von 27. August bis 24. November 1919 in der Regierung von István Friedrich Minister ohne Geschäftsbereich und Leiter der Verhandlungen mit der Entente. Anschließend war er bis 1921 Staatssekretär im Ministerium für Kultus und Unterricht. Pekár war ständiger Vertreter Ungarns beim Völkerbund. Nebenbei war er ein beliebter Romanschriftsteller seiner Zeit. Seine Dramen wurden auch im Nationaltheater aufgeführt.